# Pedrerasaurus
Pedrerasaurus is een geslacht van uitgestorven scincogekkonomorfe hagedissen van de La Pedrera de Rúbiesformatie uit het Vroeg-Krijt (Barremien) van Spanje. 
De typesoort is Pedrerasaurus latifrontalis, in 2010 benoemd door Arnau Bolet en Susan E. Evans. De geslachtsnaam verwijst naar de formatie en de vindplaats La Pedrera de Meia. De soortaanduiding betekent "met breed voorhoofdsbeen".
Het holotype MGB 47250 is gevonden in een laag uit het Valanginien. Het bestaat uit een skelet met schedel.
Pedrerasaurus lijkt qua uiterlijk op Meyasaurus, een wijdverspreide hagedis uit het Vroeg-Krijt die ook bekend is van het Iberisch Schiereiland. Beide geslachten hebben bicuspide tanden, maar in tegenstelling tot Meyasaurus heeft Pedrerasaurus frontale botten die niet gefuseerd of vernauwd zijn.